# Wspólnota administracyjna Elfershausen
Wspólnota administracyjna Elfershausen – wspólnota administracyjna (niem. Verwaltungsgemeinschaft) w Niemczech, w kraju związkowym Bawaria, w rejencji Dolna Frankonia, w regionie Main-Rhön, w powiecie Bad Kissingen. Siedziba wspólnoty znajduje się w miejscowości Elfershausen. Przewodniczącym jej jest Ludwig Neeb.
Wspólnota administracyjna zrzesza jedną gminę targową (Markt) oraz jedną gminę wiejską (Gemeinde):
- Elfershausen, gmina targowa, 2 821mieszkańców, 34,92 km²
- Fuchsstadt, 1 861 mieszkańców, 18,30 km²